# Миллер, Висварис Оттович
Висварис Оттович Миллер (латыш. Visvaris Millers; 31.10.1927 — 01.02.1992) — советский учёный, доктор юридических наук, профессор, член-корреспондент АН Латвийской ССР.

## Биография
Родился 31.10.1927 в Красноярске. Окончил Латвийский государственный университет им. П. Стучки (1944—1949).
С 1952 года — старший преподаватель Латвийского государственного университета, с 1953 г. заместитель заведующего отделом пропаганды и агитации Рижского горкома Компартии Латвии. В 1954 году защитил кандидатскую диссертацию. C 1956 года — доцент, проректор Латвийского государственного университета.
В 1966 году защитил докторскую диссертацию на тему «Создание советской государственности в Латвии».
С 1966 года — министр высшего и среднего специального образования Латвийской ССР.
С 1970 по 1987 год — ректор Латвийского государственного университета им П. Стучки.
С 1987 г. директор Института философии и права Латвийской Академии наук.
Доктор юридических наук, профессор, член-корреспондент АН Латвийской ССР.
Сочинения:
- Первое суверенное государство латышского народа / В. О. Миллер. — Рига : Авотс, 1988. — 253,[2] с.; 17 см.
- Фрицис Розинь : [Один из основателей КП Латвии] / В. О. Миллер, Э. Я. Стумбина. - Киев : Политиздат Украины, 1987. - 103,[2] с.; 21 см.

Член КПСС с 1951 года. Кандидат в члены ЦК Компартии Латвии. Избирался депутатом Верховного Совета Латвийской ССР седьмого, восьмого, девятого, десятого и 11-го созывов.
Заслуженный деятель науки Латвийской ССР.
Умер 01.02.1992 в Риге.